# Свита Његовог императорског величанства
Свита Његовог императорског величанства (рус. Свита Его Императорского Величества) је била група лица која су се налазила при руском императору.
Основао ју је император Николај I (1827) установивши чин генерал-мајора свите. Године 1841. уведено је посебно звање под именом генерал-ађутант при особи императора. Од 1843. Свита се налазила у саставу Императорског главног стана (рус. Императорская главная квартира). Свиту су чинили генерал-ађутанти — звање уведено од стране Петра Великог, генерал-мајори свите (рус. генерал-майор) или контраадмирали свите — звање уведено 1827. и крилни ађутанти — звање уведено 1775. године.
Чинови Свите били су дежурни при двору и обављали су посебне задатке за императора.